# CEV Challenge Cup masculina
La Copa Challenge CEV masculina és la tercera competició europea per a clubs masculins de voleibol. És organitzada per la Confederació Europea de Voleibol (CEV).
Va començar la temporada 1980–81 amb el nom de Copa CEV. El 2007 va passar a anomenar-se Copa CEV Challenge.
- CEV Cup (1980/81 - 2006/2007)
- CEV Challenge Cup (2007/08 - Act.)

## Historial
| Temporada         | Campió                                                             | Finalista                                                          |
| ----------------- | ------------------------------------------------------------------ | ------------------------------------------------------------------ |
| CEV Cup           |                                                                    |                                                                    |
| 1980-81           | AS Cannes                                                          | Pallavolo Loreto                                                   |
| 1981-82           | Starlift Voorburg                                                  | Roma Volley                                                        |
| 1982-83           | Modena Volley                                                      | Orion Doetinchem                                                   |
| 1983-84           | Modena Volley                                                      | Volley Gonzaga Milano                                              |
| 1984-85           | Modena Volley                                                      | Partizan Belgrad                                                   |
| 1985-86           | Pallavolo Falconara                                                | Bosna Sarajevo                                                     |
| 1986-87           | Volley Gonzaga Milano                                              | Pallavolo Parma                                                    |
| 1987-88           | Avtomobilist Leningrad                                             | Pallavolo Padova                                                   |
| 1988-89           | Avtomobilist Leningrad                                             | Pallavolo Padova                                                   |
| 1989-90           | Moerser SC                                                         | Partizan Belgrad                                                   |
| 1990-91           | Volley Treviso                                                     | Elektrotechnika Riga                                               |
| 1991-92           | Pallavolo Parma                                                    | Pallavolo Padova                                                   |
| 1992-93           | Volley Treviso                                                     | Pallavolo Padova                                                   |
| 1993-94           | Pallavolo Padova                                                   | Samotlor Nijnievartovsk                                            |
| 1994-95           | Pallavolo Parma                                                    | AC Orestias                                                        |
| 1995-96           | Piemonte Volley                                                    | Porto Ravenna Volley                                               |
| 1996-97           | Porto Ravenna Volley                                               | NETAŞ Istanbul                                                     |
| 1997-98           | Volley Treviso                                                     | Knack Roeselare                                                    |
| 1998-99           | Palermo Volley                                                     | Knack Roeselare                                                    |
| 1999-00           | Roma Volley                                                        | Modena Volley                                                      |
| 2000-01           | Volley Lube                                                        | Modena Volley                                                      |
| 2001-02           | Piemonte Volley                                                    | Lokomotiv Belgorod                                                 |
| 2002-03           | Volley Treviso                                                     | Volley Lube                                                        |
| 2003-04           | Modena Volley                                                      | Volley Piacenza                                                    |
| 2004-05           | Volley Lube                                                        | Club Voleibol Pòrtol                                               |
| 2005-06           | Volley Lube                                                        | Iskra Odintsovo                                                    |
| 2006-07           | Fakel Novy Urengoy                                                 | Volley Piacenza                                                    |
| CEV Challenge Cup |                                                                    |                                                                    |
| 2007-08           | Modena Volley                                                      | Lokomotiv Izimrud Ekaterinburg                                     |
| 2008-09           | Arkas Spor                                                         | Jastrzębski Węgiel                                                 |
| 2009-10           | Umbria Volley                                                      | Mladost Zagreb                                                     |
| 2010-11           | Volley Lube                                                        | Arkas Spor                                                         |
| 2011-12           | AZS Częstochowa                                                    | AZS Politechnika Warszawska                                        |
| 2012-13           | Volley Piacenza                                                    | Ural Ufa                                                           |
| 2013-14           | Fenerbahçe                                                         | Top Volley Latina                                                  |
| 2014-15           | Vojvodina Novi Sad                                                 | Benfica                                                            |
| 2015-16           | BluVolley Verona                                                   | Fakel Novy Urengoi                                                 |
| 2016-17           | Fakel Novy Urengoi                                                 | Chaumont VB                                                        |
| 2017-18           | Porto Robur Costa                                                  | Olympiakos                                                         |
| 2018-19           | Lokomotiv Belgorod                                                 | Volley Milano                                                      |
| 2019-20           | Temporada cancel·lada per la Pandèmia per coronavirus de 2019-2020 | Temporada cancel·lada per la Pandèmia per coronavirus de 2019-2020 |